# クリストファー・エドモンド・ブルーム
クリストファー・エドモンド・ブルーム（Christopher Edmund Broome、1812年7月24日 - 1886年11月15日）はイギリスの菌学者である。

## 略歴
ハートフォードシャーのバークハムステッド（Berkhamsted）で弁護士の息子に生まれた。ケンブリッジ大学のトリニティ・ホールに入学し1836年に卒業した。博物学に興味を持ち、植物学者のスウェイツ（George Henry Kendrick Thwaites）と友人となった。キノコの専門家となり、採取した標本を菌類研究者のマイルズ・ジョセフ・バークリー師に送った。バークリーとともに、『イギリスのキノコ紹介』（"Notices of British Fungi" ）のシリーズを37年以上、刊行し、共同で550の新種を記載した。
スウェイツがスリランカで収集した標本や、オーストラリアのブリスベンからのコレクションを記載した。ブルーム単独の著作はサマセットやウィルトシャーのキノコに関するものがある。特に、トリュフに関心を持っていたが、広くキノコを収集し、ブルームの没したとき、40,000点の菌類の標本が残され、その大半はキューガーデンに保存されている。
1866年にロンドン・リンネ協会のフェローに選ばれた。菌類の属名、BroomeiaやBroomella に献名されている他、Nectriopsis broomeanaなどの10数種の菌類の種に名前がつけられている。

## 著作
- Berkeley, M.J. & Broome, C.E. (1850). Notices of British fungi. Annals and Magazine of Natural History Ser. 2, 5: 455-466.
- Berkeley, M.J. & Broome, C.E. (1871). The fungi of Ceylon. Journal of the Linnean Society Botany 11: 469-572.
- Berkeley, M.J. & Broome, C.E. (1880). List of fungi from Brisbane, Queensland with descriptions of new species. Transactions of the Linnean Society of London Ser. 2, 1.
- Broome, C.E. (1864). The fungi of Wiltshire. The Wiltshire archaeological and natural history magazine 8: 170-198.
- Broome, C.E. (1870). Remarks on some of the fungi met with in the neighbourhood of Bath. Proceedings of the Bath Natural  History and Antiquarian Field Club 2: 55-98.